# Время в Израиле
Территория Израиля располагается в часовом поясе UTC+2 под названием израильское стандартное время (сокр. IST от англ. Israel Standard Time) с переводом ежегодно часовой стрелки:
- в пятницу перед последним воскресеньем марта в 2:00 на 1 час вперёд (израильское летнее время, UTC+3);
- в последнее воскресенье октября в 2:00 на 1 час назад.

Вся территория Израиля находится в одном часовом поясе, на всей территории страны время всегда одинаковое.

## История

### Британский мандат
До основания Государства Израиль, с начала британского мандата в Палестине, время на территории всего мандата (современные Израиль и Иордания) было установлено по Каирскому. Оно совпадало с Афинским временем, UTC+2:00. Летнее время было установлено во время Второй мировой войны.
С основанием Израиля в 1948 году было установлено израильское время.

### До 1992
В первые годы летнее время сильно менялось. В 1951—1952 годах оно длилось семь месяцев, в 1953—1954 — только три. В 1958 году летнее время было отменено. Из-за глобального энергетического кризиса 1973 года, последовавшего после Войны Судного дня, летнее время было введено вновь.
До 1992 года за переход на летнее время отвечал министр внутренних дел Израиля.

### 1992—2005
Согласно закону о летнем времени (ивр. חוק קביעת הזמן‎), принятому кнессетом в 1992 году и отменившему постановления британского мандата, летнее время должно продолжаться не менее ста пятидесяти дней в год. Точные даты устанавливаются министром внутренних дел и подтверждаются кнессетом.

### 2005—2012
В период между 2005 и 2012 годом время устанавливалось ad hoc ежегодно под давлением двух сил: религиозные партии хотели, чтобы летнее время наступало после Песаха и заканчивалось до Йом Кипура, а светские — чтобы летнее время наступало раньше и заканчивалось позже.
Путаница со временем вынуждала компанию Microsoft выпускать специальные обновления Windows; многие фирмы отказывались переводить часы.

### 2013 — настоящее время
Согласно постановлению кнессета от 5 ноября 2012 года, летнее время продлено на период в 193 дня. Оно наступает в пятницу до последнего воскресенья марта, и продолжается до первого воскресенья после первого октября.
Если конец летнего времени выпадает на Рош Ха-Шана, то перевод часов переносится на первый понедельник после первого октября.
Согласно поправке кнессета от 8 июля 2013 года, летнее время начинается в пятницу до последнего воскресенья марта, и заканчивается в последнее воскресенье октября.

## Израильское летнее время
Ниже приведена таблица летнего времени в Израиле:
| Летнее время | Летнее время           | Летнее время          | Летнее время |
| Год          | Начало летнего времени | Конец летнего времени | Всего дней   |
| ------------ | ---------------------- | --------------------- | ------------ |
| 2016         | 25 марта               | 30 октября            | 219          |
| 2017         | 24 марта               | 29 октября            | 219          |
| 2018         | 23 марта               | 28 октября            | 219          |
| 2019         | 29 марта               | 27 октября            | 212          |
| 2020         | 27 марта               | 25 октября            | 212          |

## Разница во времени с соседними странами
| Страна      | Зимнее и летнее время в соседних странах | Разница во времени | Разница во времени |
| ----------- | ---------------------------------------- | ------------------ | ------------------ |
| Страна      | Зимнее и летнее время в соседних странах | Израиль            |                    |
| Страна      | Зимнее и летнее время в соседних странах | Зимнее время       | Летнее время       |
| Египет      | Зимнее время                             | Одинаковое время   | -1 час             |
| Египет      | Летнее время                             | +1 час             | Одинаковое время   |
| Иордания    | -                                        | +1 час             | Одинаковое время   |
| Ливан       | Зимнее время                             | Одинаковое время   | -1 час             |
| Ливан       | Летнее время                             | +1 час             | Одинаковое время   |
| Сектор Газа | Зимнее время                             | Одинаковое время   | -1 час             |
| Сектор Газа | Летнее время                             | +1 час             | Одинаковое время   |
| Сирия       | -                                        | +1 час             | Одинаковое время   |